# Hallelujah (Leonard Cohen)
Hallelujah is een nummer geschreven door de Canadese zanger Leonard Cohen. Het verscheen voor het eerst op diens album Various Positions uit 1984. Sindsdien is het tientallen keren gecoverd, onder andere door John Cale en Jeff Buckley. Na de opname van Buckley en vooral na diens dood in 1997, steeg het nummer in populariteit. Tot 2009 waren er ongeveer 200 versies van het lied uitgebracht, waarmee het het meest gecoverde Leonard Cohen-nummer is.

## Geschiedenis en covers
Leonard Cohen schreef het nummer voor zijn album Various Positions uit 1984. Platenmaatschappij Columbia Records wilde het album niet uitbrengen omdat ze het niet goed genoeg vonden, waarna het verscheen bij het onafhankelijke label Passport Records. Later werd een cd- en geremasterde versie alsnog uitgebracht door Columbia. Het kostte Cohen naar eigen zeggen meer dan een jaar om Hallelujah te schrijven. Dit zei hij tijdens een gesprek in Parijs met Bob Dylan, na een concert. Cohen had meerdere coupletten geschreven, omdat hij geen goed einde voor het lied kon vinden. Cohen heeft Hallelujah drie keer op een album gezet. Na de studioversie uit 1984 waren dit een liveversie uit 1988, die in 1994 op het album Cohen live verscheen en een andere liveversie uit 2008 op Leonard Cohen: live in London uit 2009. In deze drie versies zong Cohen zeven verschillende coupletten. De versie op Cohen live bestaat uit drie andere coupletten dan de studioversie. Alleen het laatste couplet bleef op een paar woorden na ongewijzigd. Op Leonard Cohen: live in London combineerde hij de twee andere versies tot een lied van zes coupletten. Hij nam de eerste twee van de studioversie en vervolgde met het derde en daarna de drie overige coupletten uit de liveversie.
Cohen was niet de eerste die zijn eigen coupletten uit Hallelujah combineerde. John Cale vroeg Cohen nadat hij de nieuwe versie in 1988 gehoord had, de tekst van alle coupletten, waarna Cohen hem vijftien coupletten faxte. Cale stelde hieruit vijf coupletten samen: de eerste twee van Cohens studioversie, gevolgd door de eerste drie van zijn liveversie. Het laatste couplet, dat Cohen in zijn liveversie gehandhaafd had, verdween dus bij Cale. Zijn opname verscheen op I'm your fan, een tributealbum uit 1991 waarop verschillende artiesten een nummer van Leonard Cohen vertolken. De versie van Cale was de eerste cover van Hallelujah die bekendheid kreeg. Het was deze versie die Jeff Buckley gebruikte voor zijn album Grace uit 1994. Door zijn cover won het nummer aan bekendheid en populariteit, zeker na zijn mysterieuze dood in 1997. De meeste covers die na 1994 zijn gemaakt, grijpen dan ook eerder terug op de vertolking van Buckley dan die van Cohen. Dit blijkt uit de uitvoering en de keuze van de coupletten. In de hitversies van Alexandra Burke en Lisa uit 2008 en 2009 bleven van de vijf coupletten alleen de eerste twee en het laatste couplet over. Dit werd gedaan om het nummer geschikter te maken voor de radio, waar nummers van meer dan vier minuten minder gewenst zijn. De vele covers van eind jaren 2000 en het gebruik ervan in televisietalentenjachten ontlokte Cohen de uitspraak dat het nummer inmiddels door te veel uitvoerenden is gecoverd.
Naast de hierboven genoemde covers, is het nummer veelvuldig gebruikt in films en televisieseries, zoals Shrek, Basquiat, The West Wing, The O.C. en Numb3rs. In Shrek was de versie van Cale te horen, terwijl op de soundtrack een nieuwe versie van Rufus Wainwright verscheen. Ook werd het nummer als achtergrondmuziek gebruikt in documentaires en actualiteitenprogramma's, onder andere bij beelden van de schietpartij op Virginia Tech in 2007 en de aanslagen op 11 september 2001. In september 2008 zong Wainwright het nummer in de talkshow van David Letterman bij een hommage aan de zojuist overleden acteur Paul Newman.
Verder zijn er onder andere coverversies op plaat verschenen van Bono, Willie Nelson, Il Divo, k.d. lang, Kate Voegele, Imogen Heap en Bon Jovi. Zowel Myles Kennedy van Alter Bridge als Amy Macdonald zongen het nummer regelmatig tijdens live-optredens. De Welshe mezzo-sopraan Katherine Jenkins kwam in 2008 met een meer klassiek-geïnspireerde uitvoering van het nummer. Lisa Lois won met dit nummer in 2009 de talentenjacht X-factor. Nick Schilder zong het nummer bij "De beste zangers van Nederland" (TROS).
Een Nederlandstalige versie werd geschreven en gezongen door Jan Rot en verscheen in 2008 op diens album Hallelujah. Een Friese versie werd gezongen door Nynke Laverman. Ook maakte Frank van Etten een versie van het nummer, maar dan in het Nederlands.
Na de aardbeving in Haïti namen Natalia en Gabriel Ríos een versie op van het nummer als officieel campagnelied van de solidariteitsactie Haïti Lavi 12-12.

## Opbouw en structuur
Hallelujah is geschreven in zesachtstemaat. Hoewel Cohen in de loop der jaren meer dan 80 coupletten heeft geschreven, bestaat de originele versie uit vier coupletten. Deze worden afgewisseld met het refrein, dat bestaat uit viermaal het woord "Hallelujah". De coupletten zijn opgebouwd uit zes strofen en bestaan uit tussenrijm (aabccb). Het laatste woord is in elk couplet "Hallelujah". Als vast rijmwoord in de derde regel wordt het woord "you" gebruikt, voorafgegaan door een werkwoord dat eindigt op een "oe"- of "oew"-klank. "You" wordt hierbij meestal zodanig uitgesproken dat het op "Hallelujah" rijmt. In het laatste couplet smokkelt Cohen overigens door "fool you" te laten rijmen op "Hallelujah" (assonantie of halfrijm). In tegenstelling tot het vrouwelijk rijm in regel 3 en 6, is het overige rijm mannelijk. Regel 1, 2, 4 en 5 bestaan uit vier jamben (tetrameters) en regel 3 en 6 uit vijf jamben (pentameters).
De toonsoort is C-groot. In het eerste couplet wordt een deel van het akkoordenschema op de muziek zelf bezongen. Op de woorden "the fourth, the fifth" (de vierde [trap], de vijfde [trap]) gaat de toon van C naar respectievelijk F en G. Vervolgens gaat de toon op de woorden "the minor fall, the major lift" naar a-mineur en terug naar F-majeur.

## Inhoud

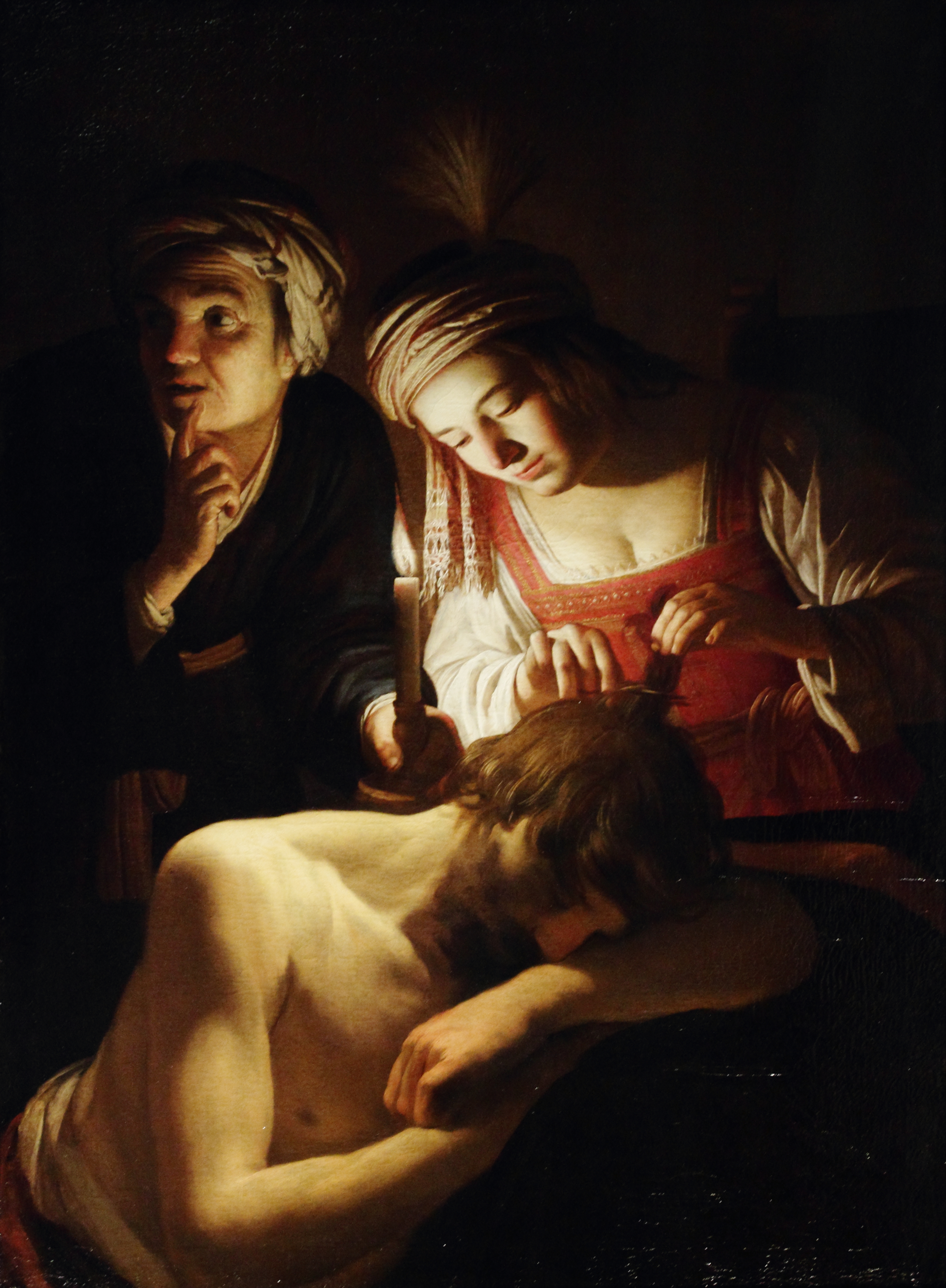
"...and she cut your hair", mogelijk een verwijzing naar Simson en Delila

Het woord Hallelujah (הַלְלוּיָהּ) stamt uit het Hebreeuws en betekent "Prijs de Heer". Over de betekenis van de liedtekst bestaan meerdere theorieën. Doordat uitvoerende artiesten verschillende ideeën en gevoelens bij de tekst hebben, leggen ze ook verschillende emoties in hun vertolkingen. Leonard Cohen heeft zelf nooit veel over de betekenis van Hallelujah losgelaten, maar kort na de eerste opname van het nummer heeft hij gezegd:

There are many hallelujahs that exist and the perfect and broken ones have equal value, it's a desire to affirm my faith, not in a formal religious way, but with enthusiasm and emotion.

(Er bestaan veel hallelujahs en de ongeschonden en kapotte zijn evenveel waard. Het is een verlangen om mijn geloof te bekrachtigen. Niet op een formele religieuze manier, maar met enthousiasme en emotie.)
— Leonard Cohen

De tekst is geschreven in de eerste persoon enkelvoud en gaat in grote lijnen over een moeizame liefdesrelatie met de jij-persoon. Zoals hij eerder gedaan had (bijvoorbeeld in Suzanne) maakt Cohen gebruik van metaforen uit de Bijbel. In de eerste twee coupletten wordt verwezen naar Koning David en zijn relatie met Batseba. Het eerste couplet verwijst naar zijn muzikaliteit, die in 1 Samuel 16:14-23 terug te vinden is. In het tweede couplet wordt in de zin "You saw her bathing on the roof" verwezen naar David die Batseba vanaf het dak van zijn paleis zag baden  (2 Samuel 11:2-5). De zinsnede "and she cut your hair" uit hetzelfde couplet lijkt echter te slaan op het verhaal van Simson en Delila. Zij schoor Simsons haar af om hem machteloos te maken tegen de Filistijnen (Richteren 16:17-19).

## Documentaire
Op 1 november 2008 zond de BBC Radio 2 de documentaire The Fourth, The Fifth, The Minor Fall uit. Ter gelegenheid van de 25e verjaardag van het lied onderzocht Guy Garvey van de Britse popgroep Elbow de geschiedenis van Hallelujah. In het programma werd aandacht besteed aan de vele coverversies en de televisieseries en films waarin het nummer is gebruikt. Ook werd uitgelegd waarom Hallelujah is geanalyseerd door diverse theologen en andere wetenschappers.

## Hallelujahin de hitlijsten
In 2004 werd de versie van Buckley in het muziekblad Rolling Stone gekozen in een lijst van 500 Greatest Songs of All Time. Het Britse tijdschrift Q hield in september 2007 een peiling onder vijftig songwriters, waarbij de versie van Buckley in de top tien van beste nummers ooit kwam.
Een Noors gelegenheidskwartet bestaande uit Askil Holm, Espen Lind, Alejandro Fuentes en Kurt Nilsen behaalde in januari 2007 in eigen land een nummer één-hit met een live-uitvoering van Hallelujah. In 2008 behaalde de Amerikaanse zangeres Kate Voegele een 68e plaats in de Billboard Hot 100. Buckley haalde ongeveer gelijktijdig een nummer één-notering in de Amerikaanse downloadhitlijst, mede dankzij aandacht gegenereerd door een uitvoering van Jason Castro tijdens de zevende editie van American Idol.
Tijdens de finale van de vijfde editie van de Britse talentenjacht The X Factor zongen de twee overgebleven finalisten Hallelujah. De versie van de winnaar zou daarna op single uitgebracht worden. Alexandra Burke won van de boyband JLS en haar versie van Hallelujah bereikte de eerste plaats van de UK Singles Chart, net als alle vorige Britse X Factor-winnaars. Britse Jeff Buckley-fans riepen op om deze traditie te doorbreken en massaal de versie van Jeff Buckley te downloaden. De Buckley-fans stoorden zich voornamelijk aan het commerciële karakter van The X Factor. Tevens lieten zij door hun actie het jonge publiek kennismaken met de versie van Buckley, waarop ook Burkes opname gebaseerd was. De nummer 1-hit voor Burke konden ze niet voorkomen; haar opname verkocht meer exemplaren dan welke single van een X Factor-deelnemer dan ook. Door de actie van de fans kwam de versie van Buckley wel op de tweede plaats binnen en ook de originele versie van Leonard Cohen kwam in de hitlijst terecht, weliswaar op de 36e plaats.
K.D. Lang zong het nummer tijdens de openingsceremonie van de 21ste Olympische Winterspelen in Vancouver in de nacht van 12 op 13 februari 2010, waarna het in de eerste week binnenkwam op de 23ste plaats van de Top 100.
In 2016 werd Hallelujah het enige nummer ooit dat twee keer in de lijst voorkwam. Op plaats 83 uitgevoerd door Leonard Cohen en op plaats 37 van Jeff Buckley. Buckley versie stond sinds 1999 zo goed als onafgebroken in de lijst. Enkel in 2019 was het niet aanwezig.
| Uitvoerende                   | Jaar | Hitlijstnotaties |
| ----------------------------- | ---- | --- |
| Leonard Cohen                 | 1984 | #36 UK Singles Chart (2008), #27 Single Top 100 (2009), #83 Tijdloze 100 (2016)                                                                   |
| Jeff Buckley                  | 1994 | #259 The 500 Greatest Songs of All Time (2004), #8 Kink 1212 (2007), #7 Tijdloze 100 (2008), #2 UK Singles Chart (2008), #2 Single Top 100 (2009) |
| Lind, Nilsen, Fuentes en Holm | 2007 | #1 VG-lista (2007) |
| Kate Voegele                  | 2008 | #53 UK Singles Chart (2008), #68 Billboard Hot 100 (2008)                                                                                         |
| Alexandra Burke               | 2008 | #1 UK Singles Chart (2008), #1 Irish Singles Chart (2008)                                                                                         |
| Lisa Lois                     | 2009 | #1 Nederlandse Top 40, Single Top 100 en 3FM Mega Top 50 (2009)                                                                                   |
| Natalia en Gabriel Ríos       | 2010 | #1 Vlaamse Ultratop 50 (2010) |
| k.d. lang                     | 2010 | #23 Single Top 100 (2010) |

### Lisa Lois
Hallelujah is ook uitgebracht als een single van Nederlandse zangeres Lisa Lois.
In de Nederlandse X Factorfinale werd Hallelujah vertolkt door Lisa Lois. Zij won van Rachel Kramer en haar versie werd op single uitgebracht. Net als in het Verenigd Koninkrijk was de Hallelujah-uitvoering van de X Factor-winnaar commercieel gezien buitengewoon succesvol. In de Single Top 100 stond ze tien weken op nummer 1, langer dan alle andere winnaars van RTL-talentenjachten, en werd de best verkochte single in 2009. Ook in Nederland kwamen de versies van Jeff Buckley en Leonard Cohen in de hitlijst, op vergelijkbare posities (Buckley op positie 3 en Cohen op 27). In de Nederlandse Top 40 kwamen hun opnames niet in de lijst, omdat downloads daarin minder zwaar wegen en deze downloads niet gepaard gingen met de uitgave van een reguliere (cd-)single. In de top 40 stond Lisa vier weken op de eerste positie.

#### Hitnotering
| Hallelujah in de Nederlandse Top 40 - binnen: 23-05-2009 | Hallelujah in de Nederlandse Top 40 - binnen: 23-05-2009 | Hallelujah in de Nederlandse Top 40 - binnen: 23-05-2009 | Hallelujah in de Nederlandse Top 40 - binnen: 23-05-2009 | Hallelujah in de Nederlandse Top 40 - binnen: 23-05-2009 | Hallelujah in de Nederlandse Top 40 - binnen: 23-05-2009 | Hallelujah in de Nederlandse Top 40 - binnen: 23-05-2009 | Hallelujah in de Nederlandse Top 40 - binnen: 23-05-2009 | Hallelujah in de Nederlandse Top 40 - binnen: 23-05-2009 | Hallelujah in de Nederlandse Top 40 - binnen: 23-05-2009 | Hallelujah in de Nederlandse Top 40 - binnen: 23-05-2009 | Hallelujah in de Nederlandse Top 40 - binnen: 23-05-2009 | Hallelujah in de Nederlandse Top 40 - binnen: 23-05-2009 | Hallelujah in de Nederlandse Top 40 - binnen: 23-05-2009 | Hallelujah in de Nederlandse Top 40 - binnen: 23-05-2009 | Hallelujah in de Nederlandse Top 40 - binnen: 23-05-2009 | Hallelujah in de Nederlandse Top 40 - binnen: 23-05-2009 |
| Week                                                     | 1                                                        | 2                                                        | 3                                                        | 4                                                        | 5                                                        | 6                                                        | 7                                                        | 8                                                        | 9                                                        | 10                                                       | 11                                                       | 12                                                       | 13                                                       | 14                                                       | 15                                                       |                                                          |
| -------------------------------------------------------- | -------------------------------------------------------- | -------------------------------------------------------- | -------------------------------------------------------- | -------------------------------------------------------- | -------------------------------------------------------- | -------------------------------------------------------- | -------------------------------------------------------- | -------------------------------------------------------- | -------------------------------------------------------- | -------------------------------------------------------- | -------------------------------------------------------- | -------------------------------------------------------- | -------------------------------------------------------- | -------------------------------------------------------- | -------------------------------------------------------- | -------------------------------------------------------- |
| Nummer                                                   | 1                                                        | 1                                                        | 1                                                        | 1                                                        | 2                                                        | 2                                                        | 5                                                        | 5                                                        | 5                                                        | 5                                                        | 5                                                        | 7                                                        | 12                                                       | 21                                                       | 34                                                       | uit                                                      |

| Hallelujah in de Nederlandse Single Top 100 - binnen: 16-05-2009 | Hallelujah in de Nederlandse Single Top 100 - binnen: 16-05-2009 | Hallelujah in de Nederlandse Single Top 100 - binnen: 16-05-2009 | Hallelujah in de Nederlandse Single Top 100 - binnen: 16-05-2009 | Hallelujah in de Nederlandse Single Top 100 - binnen: 16-05-2009 | Hallelujah in de Nederlandse Single Top 100 - binnen: 16-05-2009 | Hallelujah in de Nederlandse Single Top 100 - binnen: 16-05-2009 | Hallelujah in de Nederlandse Single Top 100 - binnen: 16-05-2009 | Hallelujah in de Nederlandse Single Top 100 - binnen: 16-05-2009 | Hallelujah in de Nederlandse Single Top 100 - binnen: 16-05-2009 | Hallelujah in de Nederlandse Single Top 100 - binnen: 16-05-2009 | Hallelujah in de Nederlandse Single Top 100 - binnen: 16-05-2009 | Hallelujah in de Nederlandse Single Top 100 - binnen: 16-05-2009 | Hallelujah in de Nederlandse Single Top 100 - binnen: 16-05-2009 | Hallelujah in de Nederlandse Single Top 100 - binnen: 16-05-2009 | Hallelujah in de Nederlandse Single Top 100 - binnen: 16-05-2009 | Hallelujah in de Nederlandse Single Top 100 - binnen: 16-05-2009 | Hallelujah in de Nederlandse Single Top 100 - binnen: 16-05-2009 | Hallelujah in de Nederlandse Single Top 100 - binnen: 16-05-2009 | Hallelujah in de Nederlandse Single Top 100 - binnen: 16-05-2009 | Hallelujah in de Nederlandse Single Top 100 - binnen: 16-05-2009 | Hallelujah in de Nederlandse Single Top 100 - binnen: 16-05-2009 | Hallelujah in de Nederlandse Single Top 100 - binnen: 16-05-2009 |
| Week                                                             | 1                                                                | 2                                                                | 3                                                                | 4                                                                | 5                                                                | 6                                                                | 7                                                                | 8                                                                | 9                                                                | 10                                                               | 11                                                               | 12                                                               | 13                                                               | 14                                                               | 15                                                               | 16                                                               | 17                                                               | 18                                                               | 19                                                               | 20                                                               | 21                                                               | 22                                                               |
| ---------------------------------------------------------------- | ---------------------------------------------------------------- | ---------------------------------------------------------------- | ---------------------------------------------------------------- | ---------------------------------------------------------------- | ---------------------------------------------------------------- | ---------------------------------------------------------------- | ---------------------------------------------------------------- | ---------------------------------------------------------------- | ---------------------------------------------------------------- | ---------------------------------------------------------------- | ---------------------------------------------------------------- | ---------------------------------------------------------------- | ---------------------------------------------------------------- | ---------------------------------------------------------------- | ---------------------------------------------------------------- | ---------------------------------------------------------------- | ---------------------------------------------------------------- | ---------------------------------------------------------------- | ---------------------------------------------------------------- | ---------------------------------------------------------------- | ---------------------------------------------------------------- | ---------------------------------------------------------------- |
| Nummer                                                           | 1                                                                | 1                                                                | 1                                                                | 1                                                                | 1                                                                | 1                                                                | 1                                                                | 1                                                                | 1                                                                | 1                                                                | 4                                                                | 6                                                                | 8                                                                | 18                                                               | 16                                                               | 5                                                                | 13                                                               | 28                                                               | 38                                                               | 37                                                               | 51                                                               | 38                                                               |
| Week                                                             | 23                                                               | 24                                                               | 25                                                               | 26                                                               | 27                                                               | 28                                                               | 29                                                               | 30                                                               | 31                                                               | 32                                                               | 33                                                               | 34                                                               | 35                                                               | 36                                                               | 37                                                               | 38                                                               | 39                                                               | 40                                                               | 41                                                               | 42                                                               | 43                                                               |                                                                  |
| Nummer                                                           | 40                                                               | 55                                                               | 45                                                               | 42                                                               | 72                                                               | 61                                                               | 63                                                               | 49                                                               | 43                                                               | 62                                                               | 33                                                               | 22                                                               | 9                                                                | 49                                                               | 35                                                               | 36                                                               | 52                                                               | 48                                                               | 60                                                               | 62                                                               | 80                                                               | uit                                                              |

#### NPO Radio 2 Top 2000
| Nummers met noteringen in de NPO Radio 2 Top 2000 | '07 | '08 | '09  | '10 | '11 | '12 | '13 | '14 | '15 | '16 | '17 | '18 | '19 | '20 | '21 | '22 | '23 | '24  |
| ------------------------------------------------- | --- | --- | ---- | --- | --- | --- | --- | --- | --- | --- | --- | --- | --- | --- | --- | --- | --- | ---- |
| Hallelujah (Leonard Cohen)                        | -   | -   | 1838 | -   | 163 | 142 | 173 | 154 | 188 | 29  | 98  | 127 | 124 | 138 | 135 | 181 | 174 | 172  |
| Hallelujah (Lisa Lois)                            | ×   | ×   | -    | 409 | 296 | 393 | 458 | 593 | 761 | 807 | 896 | 765 | 789 | 826 | 864 | 915 | 936 | 1082 |
| Hallelujah (Jeff Buckley) (Jeff Buckley)          | 943 | -   | 51   | 60  | 73  | 68  | 78  | 99  | 101 | 91  | 114 | 147 | 183 | 252 | 280 | 335 | 327 | 251  |

1. ↑  Een '-' betekent dat het nummer niet was genoteerd, een '×' betekent dat het nummer nog niet was uitgebracht en een vetgedrukt getal geeft de hoogste notering van een nummer aan.
2. ↑  2007 was het eerste jaar met een notering voor een van deze nummers.

#### Evergreen Top 1000
| Jaar    | 2008 | 2009 | 2010 | 2011 | 2012 | 2013 | 2014 | 2015 | 2016 | 2017 | 2018 | 2019 | 2020 | 2021 | 2022 | 2023 |
| ------- | ---- | ---- | ---- | ---- | ---- | ---- | ---- | ---- | ---- | ---- | ---- | ---- | ---- | ---- | ---- | ---- |
| Positie | -    | -    | -    | -    | -    | -    | -    | -    | -    | 672  | 24   | 18   | 21   | 17   | 22   | 25   |

### Natalia en Gabriel Ríos
Hallelujah is een single van Natalia en Gabriel Ríos. In januari 2010 nam het duo het nummer in een eigen, akoestische versie op ten bate van de slachtoffers van de aardbeving in Haïti. Ze worden daarbij begeleid door producer Jeroen Swinnen.
De single ging meer dan 30.000 keer over de toonbank, en kwam binnen op de eerste plaats in de Ultratop 50. Daarbij zitten ook de 2000 versies die via het internet gedownload werden.

#### Hitnotering
| Hallelujah in de Vlaamse Ultratop 50 - binnen: 6 februari 2010 | Hallelujah in de Vlaamse Ultratop 50 - binnen: 6 februari 2010 | Hallelujah in de Vlaamse Ultratop 50 - binnen: 6 februari 2010 | Hallelujah in de Vlaamse Ultratop 50 - binnen: 6 februari 2010 | Hallelujah in de Vlaamse Ultratop 50 - binnen: 6 februari 2010 | Hallelujah in de Vlaamse Ultratop 50 - binnen: 6 februari 2010 | Hallelujah in de Vlaamse Ultratop 50 - binnen: 6 februari 2010 | Hallelujah in de Vlaamse Ultratop 50 - binnen: 6 februari 2010 | Hallelujah in de Vlaamse Ultratop 50 - binnen: 6 februari 2010 | Hallelujah in de Vlaamse Ultratop 50 - binnen: 6 februari 2010 | Hallelujah in de Vlaamse Ultratop 50 - binnen: 6 februari 2010 | Hallelujah in de Vlaamse Ultratop 50 - binnen: 6 februari 2010 | Hallelujah in de Vlaamse Ultratop 50 - binnen: 6 februari 2010 | Hallelujah in de Vlaamse Ultratop 50 - binnen: 6 februari 2010 | Hallelujah in de Vlaamse Ultratop 50 - binnen: 6 februari 2010 | Hallelujah in de Vlaamse Ultratop 50 - binnen: 6 februari 2010 |
| Week                                                           | 1                                                              | 2                                                              | 3                                                              | 4                                                              | 5                                                              | 6                                                              | 7                                                              | 8                                                              | 9                                                              | 10                                                             | 11                                                             | 12                                                             | 13                                                             | 14                                                             |                                                                |
| -------------------------------------------------------------- | -------------------------------------------------------------- | -------------------------------------------------------------- | -------------------------------------------------------------- | -------------------------------------------------------------- | -------------------------------------------------------------- | -------------------------------------------------------------- | -------------------------------------------------------------- | -------------------------------------------------------------- | -------------------------------------------------------------- | -------------------------------------------------------------- | -------------------------------------------------------------- | -------------------------------------------------------------- | -------------------------------------------------------------- | -------------------------------------------------------------- | -------------------------------------------------------------- |
| Nummer                                                         | 1                                                              | 1                                                              | 1                                                              | 3                                                              | 2                                                              | 1                                                              | 1                                                              | 3                                                              | 9                                                              | 8                                                              | 15                                                             | 33                                                             | 39                                                             | 41                                                             | uit                                                            |

## Trivia
- Van Halleluja werd ook een videoclip opgenomen. Deze bevat beelden uit het rampgebied in Haïti.
- De single behaalde in 2010 de platinastatus.